# 曲紋蝴蝶魚
曲紋蝴蝶魚，又稱巴氏蝴蝶魚，俗名天王蝶、天皇蝶、曲纹蝶、葵扇蝶，為輻鰭魚綱鱸形目蝴蝶魚科的其中一種。

## 分布
本魚分布於印度西太平洋區，包括斯里蘭卡、泰國、馬來西亞、菲律賓、印尼、中國南海、日本、台灣、越南、新幾內亞、所羅門群島、澳洲、馬里亞納群島、馬紹爾群島、密克羅尼西亞、帛琉、諾魯、斐濟群島等海域。

## 深度
水深5至15公尺。

## 特徵
本魚和川紋蝴蝶魚（C.trifscialis）體色相似，頭部略黃而有三條褐色橫帶，體側佈滿平行的「ㄑ」形暗紋，尾柄前有一新月形白色斑。成魚和幼魚體色相近。背鰭硬棘11至12枚、軟條23至26枚；臀鰭硬棘3枚、軟條20至22枚。體長可達15公分。

## 生態
本魚喜歡棲息在鹿角珊瑚茂盛的地區，其呈極度側扁的身體易躲入珊瑚中藏身，非常羞怯，常成對出現，具領域性。屬肉食性，主要以珊瑚蟲為食。

## 經濟利用
為高價值的觀賞魚類，不供食用。